# イアソン (ギュスターヴ・モロー)

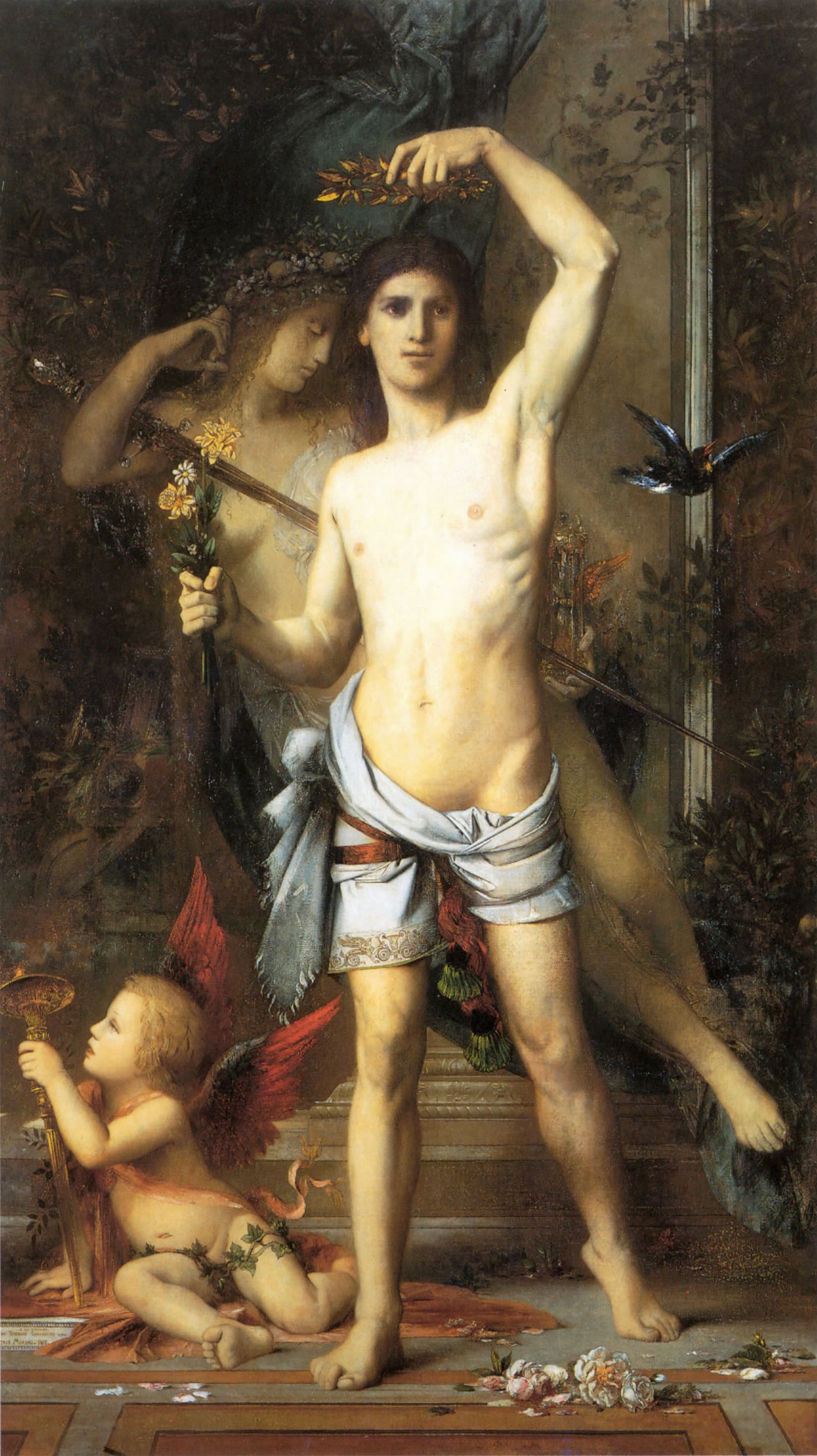
敬愛するテオドール・シャッセリオーの死の寓意として制作された『若者と死』。同じ年のサロンに出品された。フォッグ美術館所蔵。

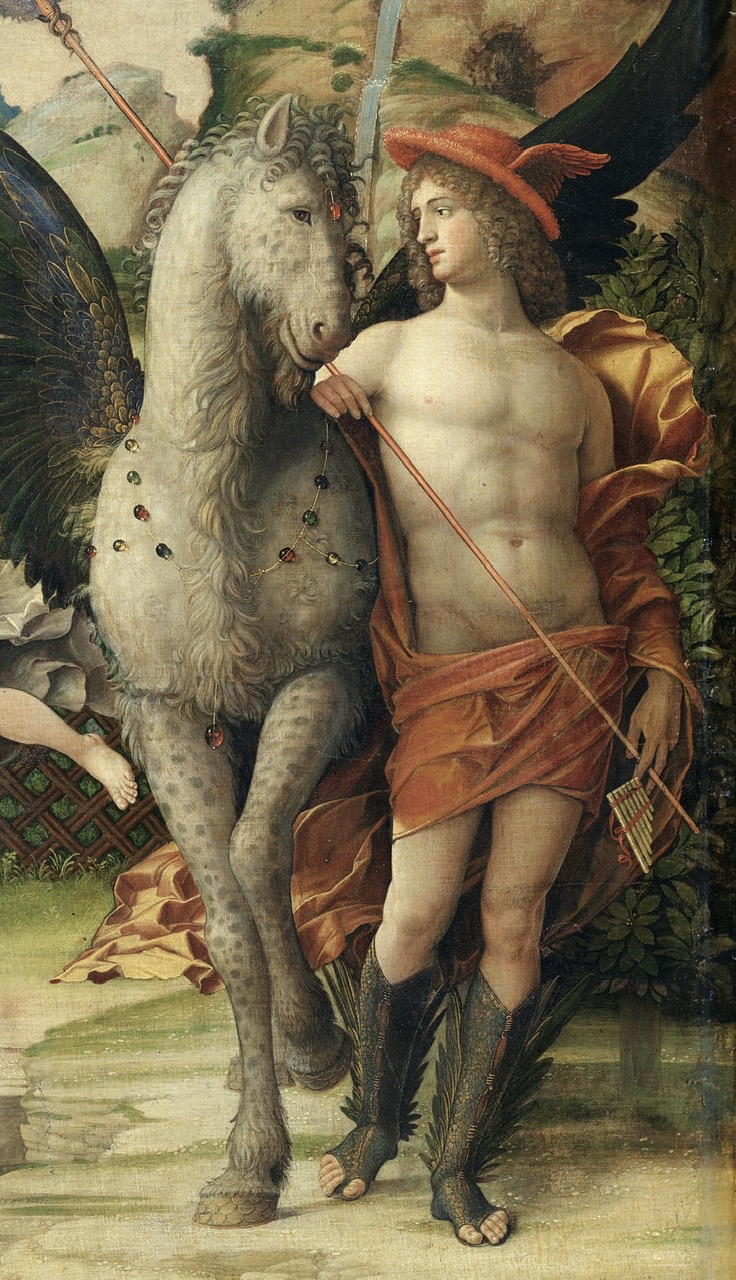
アンドレア・マンテーニャ『パルナッソス』のメルクリウス（ディテール）。

『イアソン』（仏: Jason）あるいは『イアソンとメデイア』（仏: Jason and Medea, 英: Jason and Medea）は、フランス象徴主義の画家ギュスターヴ・モローが1865年に制作した絵画である。油彩。主題はアルゴー船の冒険譚で名高いギリシア神話の英雄イアソンとコルキスの王女メデイアである。モローを代表する神話画の1つで、前年のサロンで画壇復帰を果たした『オイディプスとスフィンクス』（Œdipe et le Sphinx）に続き、翌年のサロンに寓意画『若者と死』（Le Jeune homme et la mort）とともに出品し、再び成功を収めた。現在はパリのオルセー美術館に所蔵されている。

## 主題
テッサリアの都市イオルコスの王子イアソンは、叔父のペリアス王からはるか東方の国コルキスの宝物、金毛羊の毛皮を持ち帰ることを命じられる。そこでイアソンはギリシア中から優れた英雄を募り、アルゴー船を建造し、コルキスへの冒険に乗り出した。長い旅の末にコルキスにたどり着いたイアソンは魔法に長けた王女メデイアの助けを借りて、アイエテス王の試練を乗り越え、毛皮を守護する巨大なドラゴンを殺し、無事に毛皮を手に入れて帰国を果たした。

## 作品
モローはメデイアの魔法の助けを借りて怪物を倒したイアソンを描いている。青年の姿で表された英雄イアソンは右手を高らかに掲げ、勝利を噛みしめている。王女メデイアはすぐ後ろに立ち、英雄の肩に左手を置きながら、静かにその横顔を見つめている。メデイアの魔女としての恐るべき性質は右腕に乗った蛇によって表現され、その手には怪物を眠らせるために用いた魔法の薬が握られている。イアソンが倒した金羊毛を守護する怪物は、神話では巨大なドラゴンとされるが、モローは怪物を鷲の上半身を持つグリフォンのような怪物として描いている。イアソンの足の下で横たわる怪物の口は血で染まり、首には致命的な一撃を与えた槍の穂先が折れたまま刺さっている。槍の残りの柄と盾は画面右下の怪物の翼とともに大地の上に描かれ、蛇の形をした怪物の巨大な尾は血を流しながら後景でのたうっている。

宝物である金羊毛は不思議な形状で描かれている。イアソンとメデイアの隣に立っている装飾柱がそれであり、スフィンクス像を戴く装飾柱の上部に、金羊毛の頭部を持つ金色のうろこ状の毛皮が掛けられ、柱をコーティングするように覆っている。金羊毛の角からは宝飾やメダルを繋げた長い装飾品が垂れ下がり、さらに文字の記された帯が柱に巻かれている。帯にはオウィディウス『変身物語』7巻の2つの詩句が記されている。そのうちの1つは恋に落ちたメデイアの胸の内を歌った詩句であり、もう1つは怪物を倒した後の帰国を告げる詩句である。

### 図像の源泉
メデイアがイアソンの肩に手に置く構図は、モローがイタリアのヴィラ・ファルネジーナで模写したソドマの『アレクサンドロスとロクサネの結婚』（Les Noces d'Alexandre et Roxane）の結婚の神ヒュメナイオスから着想を得ている。この中でヒュメナイオスはアレクサンドロス大王の友人ヘパイスティオンの隣に立ち、彼の肩に手を置いている。
イアソンの図像についてはヘルメス神（ローマ神話のメルクリウス）のイメージが重ねられている。準備素描（Des.1973）からイアソンの有翼の兜はヘルメスのものであると分かる。さらにイアソンの背後にヘルメスのアットリビュートであるカドケウスの杖が描かれている。モローはヴィラ・ファルネジーナでラファエロ・サンツィオが描いたカドケウスの杖を持つヘルメス像を見たと思われ、またルーヴル美術館ではアンドレア・マンテーニャの『パルナッソス』（Parnassus）のヘルメスを模写している。モローはこれらのヘルメス像をもとにイアソン像を作り出している。

### 神話解釈
モローの絵画はメデイアがイアソンを自身の強い影響下に置いていることを暗示している。この点で特に重要なのは同年に発表された『若者と死』との共通性である。テオドール・シャセリオーの死の寓意である『若者と死』では、若者の背後に死を象徴する女性像を描くことで、若者が逃れられない死に支配されていることを表現している。本作品に描かれたイアソンも状況は同じであり、実際に帰国を果たしたイアソンは、後にメデイアの愛を裏切ったために、彼女に殺されるという運命が待っている。モローはイアソンの背後に魔女としての魔性を秘めたメデイアを描くことで、その後の彼の運命をも暗示している。ギュスターヴ・モロー美術館に所蔵されている準備素描（Des.1754）では、背後に立つメデイアはイアソンの腕の下から顎に手を伸ばして頬を寄せており、タブロー以上にメデイアの影響力が強調されている。また別の素描（Des.1755）では、メデイアは後方の離れた場所に座ってイアソンを見つめている。この2つの素描はメデイアの表現に関してそれぞれ異なる構想を示しており、モローはそれらを1つに融合して描いている。

## 来歴
画家からの購入によって個人コレクションに加わった後、ポール・デトリモン（Paul Detrimont）を経て、ユダヤ人の富豪エフルッシ家の出身で美術評論家のシャルル・エフルッシのコレクションに加わった。当時、エフルッシとそのサークルはレオン・ボナとモローの絵画に熱中していたが、彼と親交のあった印象派の画家ピエール＝オーギュスト・ルノワールはモローを批判している。その後、アイザック・エフルッシ（Isaac Ephrussi）が所有したのち、シャルル・エフルッシの姪の夫で考古学者のテオドール・レイナックによって1908年にリュクサンブール美術館に寄贈された。絵画は1918年から1929年まで同美術館に所蔵されたのち、ルーヴル美術館、さらにオルセー美術館に移されて現在にいたっている。

## ギャラリー

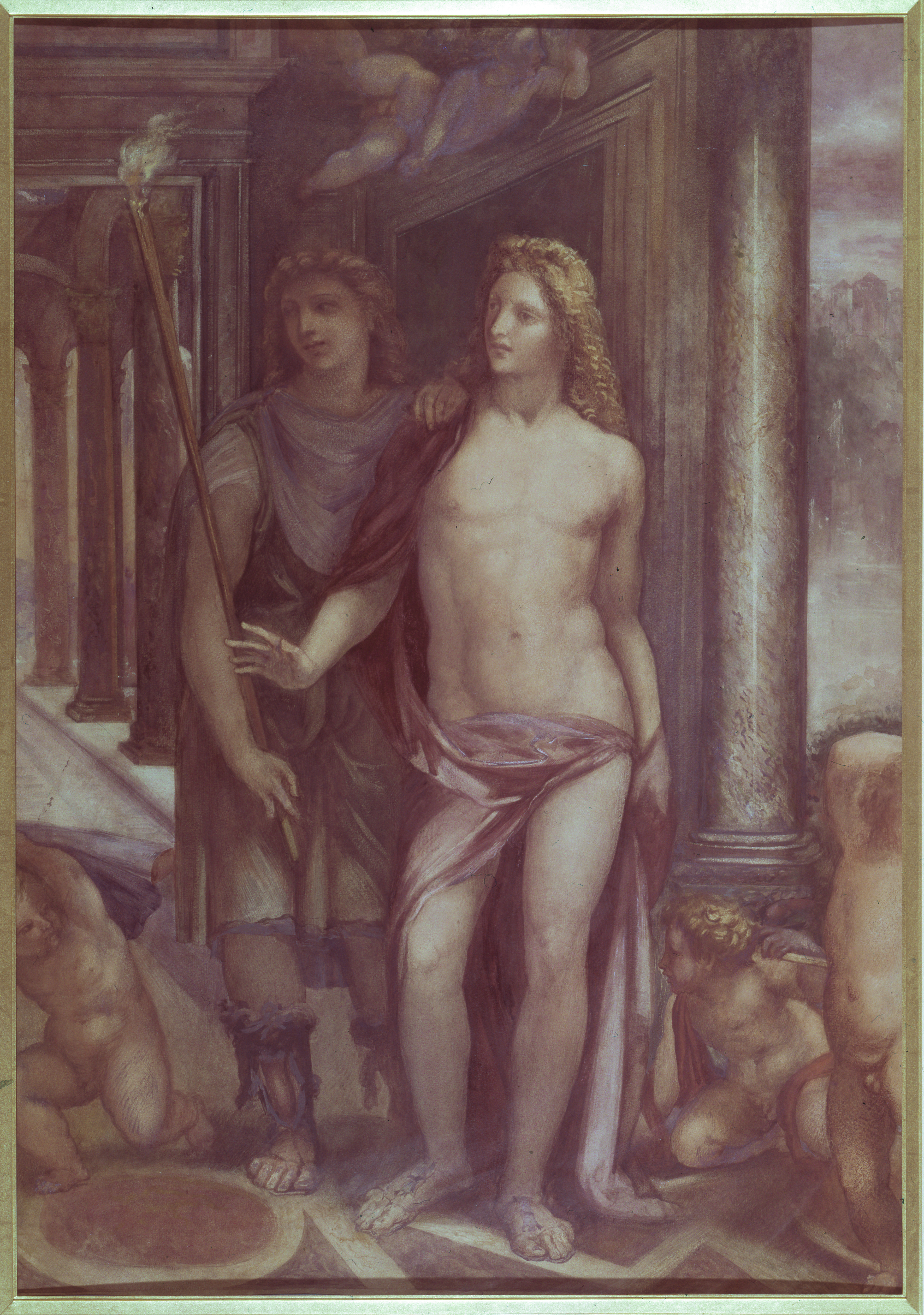
ソドマ作『アレクサンドロスとロクサネの結婚』の模写 1857年。 ギュスターヴ・モロー美術館所蔵
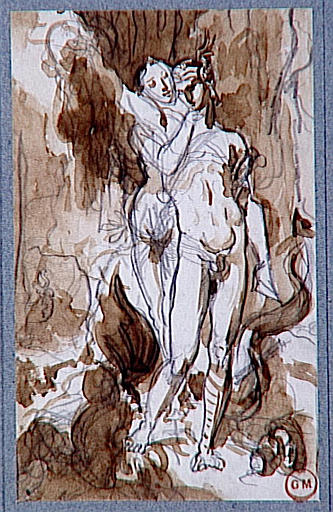
異なる構図を示す習作の1つ（Des. 960） ギュスターヴ・モロー美術館所蔵
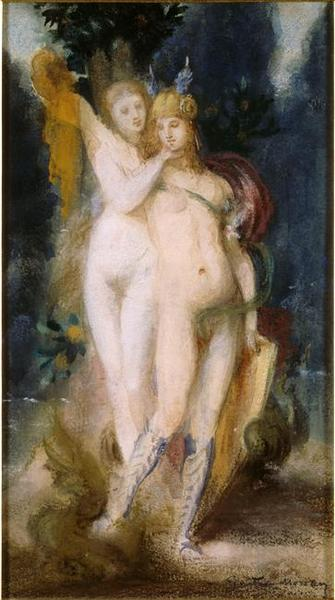
水彩画『メデイアとイアソン』1865年頃 ギュスターヴ・モロー美術館所蔵